# Marc Dupain
Marc Dupain (Tongeren, 4 juni 1961) is een Vlaams presentator en bedrijfsdirecteur.
Dupain volgde een opleiding rechten en werd advocaat aan de balie van Tongeren. Hij werd ombudsman en woordvoerder van consumentenorganisatie Test-Aankoop.
Hij presenteerde op VTM onder meer het nieuwsprogramma VTM Nieuws (later VTM.nieuws, dan Het Nieuws en tegenwoordig weer VTM Nieuws). Hij werkte er tot 2003. Daarna werd hij bij de VMMa (nu Medialaan), het moederbedrijf van VTM, Head of Public Affairs. In 2012 verliet hij de VMMa. Hij bleef wel actief als consultant voor de maatschappij, onder meer voor Levenslijn, waarvan hij algemeen coördinator was tot zijn vertrek bij VMMa.
In 2014 werd hij aangesteld als director business development bij de Hasseltse communicatiegroep RCA Group. In 2016 werd hij General Manager van WE MEDIA (vroeger The Ppress: de vereniging van uitgevers van de Belgische periodieke pers).
Op 13 juli 2023 kreeg hij een herseninfarct, waardoor hij half verlamd geraakte en zijn spraak verloor.